# Индуно, Джироламо
Джироламо Индуно (итал. Gerolamo Induno; 13 декабря 1827, Милан — 18 декабря 1890, Милан) — итальянский живописец.

## Биография
Джироламо Индуно родился в Милане в 1825 году. Его отец был шеф-поваром и дворецким при миланском дворе. Первые уроки искусства получил в Академии Брера, где он учился у Луиджи Сабателли с 1839 по 1846 год. Начал серьёзно заниматься искусством после 1848 года и впервые обнародовал свои произведения перед публикой в Париже в 1855 году. Тогда это были небольшие картинки, изображавшие гарибальдийцев. Их достоинства сразу обратили на художника общее внимание.
Последовавшие за ними картины Индуно, в которых он воспроизводил преимущественно также солдатские типы и военный быт, ещё более подняли его репутацию как наблюдательного и умелого композитора, наделённого теплотой чувства и превосходно владеющего всеми средствами живописи. Главные в ряду этих картин — «Письмо из лагеря», «Рассказ гарибальдийца», «Гарибальдиец на карауле», «Маджентская битва», «Галантный друг дома», «Италия 1866 г.», «Эмигранты», «Расставанье призванного к отбыванию воинской повинности с его возлюбленной», «Любитель древностей», «Савоярка» и некоторые другие.
Он умер в Милане в 1890 году после продолжительной болезни и был похоронен на Монументальном кладбище.
Его старший брат, Доменико, был также известным художником, и они часто работали вместе.